# Sandra Oh

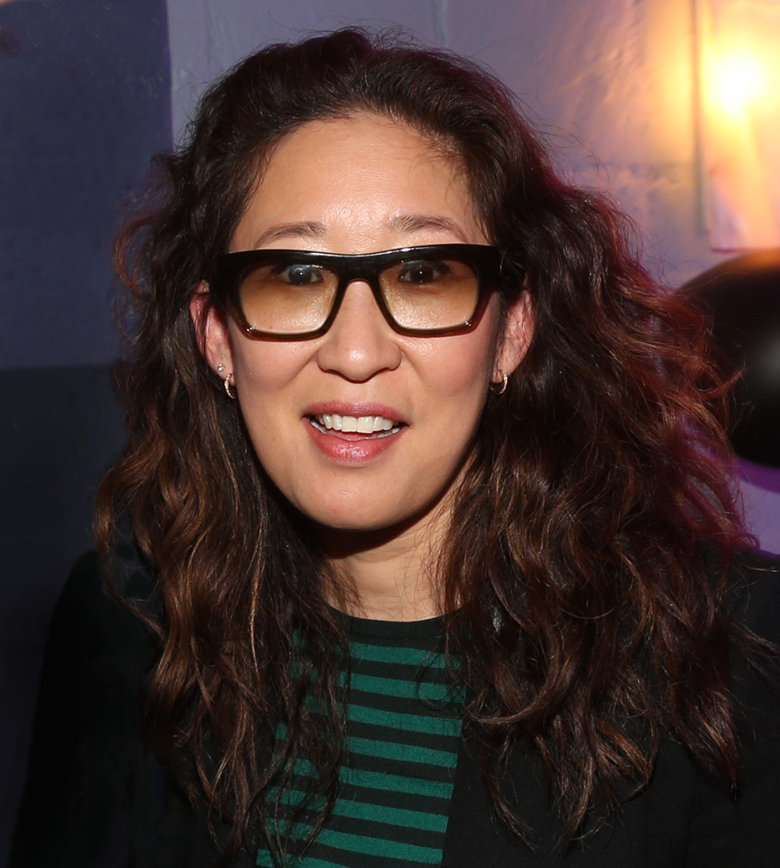
Sandra Oh (2016)

Sandra Miju Oh (* 20. Juli 1971 in Ottawa) ist eine kanadische Schauspielerin koreanischer Abstammung.

## Leben
Oh wuchs in Nepean, einem Stadtviertel von Ottawa, auf. Zum ersten Mal stand sie dort bei Schulaufführungen an der Sir Robert Borden High School auf der Bühne. Nach dem Schulabschluss studierte sie Darstellende Kunst.
Nach dem Studium trat Oh in verschiedenen Serien und Fernsehfilmen auf wie den Neuauflagen von Cagney & Lacey und in Kung Fu. 1997 erhielt sie in Bean – Der ultimative Katastrophenfilm ihre erste Kinorolle. Im Oscar-prämierten Filmdrama Die rote Violine von François Girard mit Samuel L. Jackson war sie 1998 in einer kleineren Nebenrolle zu sehen. 2001 wurde sie in der erfolgreichen Miniserien-Verfilmung des zweiten Bandes von Armistead Maupins Stadtgeschichten-Zyklus besetzt und trat in den Fernsehserien Six Feet Under – Gestorben wird immer und Für alle Fälle Amy auf. Rollen in Kinofilmen hatte sie unter anderem in Lügen haben kurze Beine, Plötzlich Prinzessin und Unter der Sonne der Toskana.
Neben verschiedenen anderen Auszeichnungen erhielt Oh zwei Genie Awards als beste Hauptdarstellerin, 1994 für Double Happiness und 1999 für Last Night. Ab 2005 spielte sie die Rolle der Cristina Yang in der ABC-Serie Grey’s Anatomy. Dafür wurde sie 2006 mit einem Golden Globe Award ausgezeichnet und von 2005 bis 2009 fünfmal in Folge für den Emmy nominiert. 2011 erhielt sie einen Stern auf dem Canada’s Walk of Fame. Mit dem Ende der zehnten Staffel schied sie aus Grey’s Anatomy aus.
Von 2018 bis 2022 war sie in Killing Eve in der Rolle der Eve Polastri zu sehen. Oh wurde dafür mit dem Golden Globe Award, den Screen Actors Guild Award und den Critics’ Choice Television Award ausgezeichnet und erhielt zwei Nominierungen für den Emmy. Seit 2021 spielt sie in der Netflix-Produktion Die Professorin die Hauptrolle Dr. Ji-Yoon Kim.
Oh war seit dem 1. Januar 2003 mit dem Regisseur und Produzenten Alexander Payne verheiratet, der sie in seinem Oscar-prämierten Film Sideways besetzte. Die beiden trennten sich 2005 und wurden Ende 2006 geschieden.

## Filmografie (Auswahl)
- 1989: Denim Blues
- 1995: Cagney & Lacey: Wer im Glashaus sitzt (Cagney & Lacey: The View Through the Glass Ceiling, Fernsehfilm)
- 1995: If Not for You (Fernsehserie, 2 Folgen)
- 1996: Kung Fu – Im Zeichen des Drachen (Kung Fu: The Legend Continues, Fernsehserie, Folge 4x02)
- 1996–2002: Arli$$ (Fernsehserie, 34 Folgen)
- 1997: Bean – Der ultimative Katastrophenfilm (Bean)
- 1998: Last Night
- 1998: Die rote Violine (Le violon rouge)
- 1999: Permanent Midnight – Voll auf Droge (Permanent Midnight)
- 1999: Das Mädchen und der Fotograf (Guinevere)
- 1999: Popular (Fernsehserie, Folge 1x02–1x03)
- 2000: Waking the Dead
- 2000: Dancing at the Blue Iguana
- 2001: Further Tales of the City
- 2001: Plötzlich Prinzessin (The Princess Diaries)
- 2001: Für alle Fälle Amy (Judging Amy, Fernsehserie, 3 Folgen)
- 2001: Six Feet Under – Gestorben wird immer (Six Feet Under, Fernsehserie, Folge 1x05)
- 2001–2002: Die Prouds (The Proud Family, Fernsehserie, 5 Folgen, Stimme)
- 2002: Lügen haben kurze Beine (Big Fat Liar)
- 2002: Voll Frontal (Full Frontal)
- 2003: Rick
- 2003: Unter der Sonne der Toskana (Under the Tuscan Sun)
- 2004: Sideways
- 2004: Mulan 2 (Mulan II, Stimme)
- 2005: Wedding Bells (Cake)
- 2005: Hard Candy
- 2005: 3 Needles
- 2005–2014: Grey’s Anatomy (Fernsehserie, 220 Folgen)
- 2006: The Night Listener – Der nächtliche Lauscher (The Night Listener)
- 2006–2007: American Dragon (Fernsehserie, 6 Folgen, Stimme)
- 2008: Die Stadt der Blinden (Blindness)
- 2009: Defendor
- 2010: Schwesterherzen – Ramonas wilde Welt (Ramona and Beezus)
- 2010: Tom Thorne – Die Tränen des Mörders (Thorne: Scaredy Cat)
- 2010: Rabbit Hole
- 2014: Betas (Fernsehserie, Folge 1x09)
- 2014: Tammy – Voll abgefahren (Tammy)
- 2016: Catfight
- 2017: American Crime (Fernsehserie, 5 Folgen)
- 2018–2020: She-Ra und die Rebellen-Prinzessinnen (She-Ra and the Princesses of Power, Fernsehserie, 7 Folgen, Stimme)
- 2018–2022: Killing Eve (Fernsehserie)
- 2021: Die Professorin (The Chair, Fernsehserie, 6 Folgen)
- seit 2021: Invincible (Fernsehserie, Stimme)
- 2022: Rot (Turning Red, Stimme)
- 2022: Sandman (Fernsehserie, 1 Folge, Stimme)
- 2022: Umma
- 2023: Quiz Lady (auch Produzentin)
- 2023: Gremlins – Secrets of the Mogwai (Fernsehserie, 3 Folgen, Stimme)

## Auszeichnungen und Nominierungen (Auswahl)
Emmy
- 2005: Nominierung als beste Nebendarstellerin in einer Dramaserie für Grey’s Anatomy
- 2006: Nominierung als beste Nebendarstellerin in einer Dramaserie für Grey’s Anatomy
- 2007: Nominierung als beste Nebendarstellerin in einer Dramaserie für Grey’s Anatomy
- 2008: Nominierung als beste Nebendarstellerin in einer Dramaserie für Grey’s Anatomy
- 2009: Nominierung als beste Nebendarstellerin in einer Dramaserie für Grey’s Anatomy
- 2018: Nominierung als beste Hauptdarstellerin in einer Dramaserie für Killing Eve
- 2019: Nominierung als beste Hauptdarstellerin in einer Dramaserie für Killing Eve
- 2019: Nominierung als beste Gastdarstellerin in einer Comedyserie für Saturday Night Live
- 2020: Nominierung als beste Hauptdarstellerin in einer Dramaserie für Killing Eve
- 2022: Nominierung als beste Hauptdarstellerin in einer Dramaserie für Killing Eve

Golden Globe Award
- 2006: Beste Nebendarstellerin – Serie, Mini-Serie oder TV-Film für Grey’s Anatomy
- 2019: Beste Serien-Hauptdarstellerin – Drama für Killing Eve

Screen Actors Guild Award
- 2005: Bestes Schauspielensemble für Sideways
- 2006: Beste Darstellerin in einer Dramaserie für Grey’s Anatomy
- 2006: Nominierung als bestes Schauspielensemble in einer Dramaserie für Grey’s Anatomy
- 2007: Bestes Schauspielensemble in einer Dramaserie für Grey’s Anatomy
- 2008: Nominierung als bestes Schauspielensemble in einer Dramaserie für Grey’s Anatomy
- 2019: Beste Darstellerin in einer Dramaserie für Killing Eve

Critics’ Choice Television Award
- 2019: Beste Hauptdarstellerin in einer Dramaserie für Killing Eve

British Academy Television Award
- 2019: Nominierung als beste Hauptdarstellerin für Killing Eve[3]